# Przytulia trójdzielna
Przytulia trójdzielna (Galium trifidum L.) – gatunek rośliny  należący do rodziny marzanowatych. Występuje w Ameryce Północnej (USA, Kanada), Azji (Kamczatka, Chiny, Japonia, Korea). W Polsce gatunek rzadki, prawdopodobnie tylko zawlekany. Spotykany nad jeziorem Kisajno koło Giżycka.

## Morfologia
ŁodygaDo 40 cm wysokości, delikatna, rozgałęziona, czterokanciasta, pokryta na krawędziach haczykowatymi szczecinkami skierowanymi w dół.
LiściePo cztery w okółkach, wąskopodługowate, tępe.
KwiatyWyrastają po 1-3 na szypułkach w kątach górnych liści. Korona biała, o średnicy ok. 1mm, z trzema płatkami. Po przekwitnięciu szypułki odginają się w dół.
OwocKuliste, pomarszczone rozłupki.

## Biologia i ekologia
Bylina. W Polsce rośnie na torfowiskach niskich. Kwitnie od czerwca do sierpnia. Liczba chromosomów 2n=24. 

## Zmienność
Gatunek zróżnicowany na kilka podgatunków:
- Galium trifidum subsp. trifidum
- Galium trifidum subsp. brevipes (Fernald & Wiegand) Á.Löve & D.Löve
- Galium trifidum subsp. columbianum (Rydb.) Hultén
- Galium trifidum subsp. halophilum (Fernald & Wiegand) Puff
- Galium trifidum subsp. subbiflorum (Wiegand) Puff

## Zagrożenia
Kategorie zagrożenia:
- Kategoria zagrożenia w Polsce według Czerwonej listy roślin i grzybów Polski (2006)[7]: R (rzadki); 2016: EN (zagrożony)[8].
- Kategoria zagrożenia w Polsce według Polskiej czerwonej księgi roślin (2001): VU (vulnerable, narażony); 2014: EN (zagrożony)[9].